# Elke Kunschitz
Elke Kunschitz (...) è un'ex sciatrice alpina austriaca.

## Biografia
Agli Europei juniores di Madonna di Campiglio 1980 la Kunschitz vinse la medaglia d'oro nella discesa libera; non prese parte a rassegne olimpiche né ottenne piazzamenti in Coppa del Mondo o ai Campionati mondiali.

## Palmarès

### Europei juniores
- 1 medaglia[1][2]:
  - 1 oro (discesa libera a Madonna di Campiglio 1980)